# 不破栄次郎
不破 栄次郎（ふわ えいじろう、1886年〈明治19年〉9月19日 - 没年不詳）は、日本の実業家。

## 略歴
滋賀県平民先代不破栄次郞の長男にして、明治19年9月19日生まれ。同42年7月家督を相続、栄一郞を改称する。内外撚糸商にして直接国税3,900余円納めた。住所は、大阪市東区南久太郞町2ノ35。

## 家族
（出典）
- 父 栄次郎
- 母　フサ（文久2年4月生まれ、大阪、磯部佐兵衞四女）
- 妻　楢乃（明25年6月生まれ、大阪、田畑利兵衞五女）
- 弟　善三郞（明26年6月生まれ）
- 弟　義三郎（明治29年9月生まれ）
- 妹　貞（明32年2月生まれ）
- 長男　栄一（明治45年5月生まれ）
- 二男　健次（大正2年6月生まれ）